# Phlebopus latiporus
Phlebopus latiporus är en svampart som beskrevs av Heinem. & Rammeloo 1982. Phlebopus latiporus ingår i släktet Phlebopus och familjen Boletinellaceae.   Inga underarter finns listade i Catalogue of Life.